# Бурса (вилајет)
Бурса вилајет (тур. Bursa ili), је вилајет у западној Турској, на обали Мраморног мора. На западу се граничи са вилајетом Баликесир, на југу са Китахијским вилајетом, на истоку са вилајетима Билеџик и Сакарија, на североистоку са Коџаелским вилајетом, а не северу са Јаловски вилајет. Седиште области је град Бурса. Вилајет се простире на површини од 11.043 km² и има популацију од 2.605.495 становника . Град Бурса је био престоница Османске империје све до освајања Једрена.

## Окрузи
Вилајет Киркларели је подељен на 17 округа (престоница је подебљана):
- Бујукорхан
- Гемлик
- Гурсу
- Харманџик
- Инегол
- Изник
- Караџабеј
- Келес
- Кестел
- Муданја
- Мустафакемалпаша
- Нилуфер
- Орханели
- Орхангази
- Османгази
- Јенишехир
- Јилдирим